# 장구분책
장구분책(章區分冊, chapter book) 또는 챕터북은 7세부터 10세 정도의 독자들을 위한 이야기 책이다. 독서를 처음 시작하는 독자들을 위한 그림책(picture book)이 주로 그림으로 이야기하는 것과 달리, 장구분책은 주로 산문으로 이야기한다. 성인 독자를 위한 책과 달리, 장구분책에는 삽화가 많이 있다. 한 자리에서 책 전체를 처음부터 끝까지 읽기 힘든 독자들이 쉬었다가 읽을 수 있도록 여러 장(章, chapter)으로 구분되어 있기 때문에 "장구분책"(chapter book)이라 부르게 되었다. 장구분책은 분량과 복잡성이 적당한 정도인 허구 작품이다.
다음은 장구분책의 예이다.
- Jeff Brown의 Flat Stanley (1964)
- Johanna Hurwitz의 Busybody Nora (1976)
- Ron Roy의 A to Z Mysteries (1997-2005), Calendar Mysteries (2009-2014)

뉴욕 타임스 베스트 셀러 목록에서 어린이 장구분책 항목은 6세부터 12세를 대상으로 해왔다. 아이들을 위한 책 중에서 여러 장(章, chapter)을 포함할 정도로 긴 책이라는 이 목록의 이름은 "장구분책"(chapter book)이라는 이름이 널리 쓰이는 데 영향을 준 것으로 보인다. 그러나 스콜라스틱(Scholastic Corporation)이나 하퍼콜린스(Harper Collins) 같은 일부 출판사는 더 어린 독자를 겨냥한 "I Can Read!" 시리즈나 "Magic School Bus" 시리즈 등에도 장구분책이라는 표현을 쓰고 있다.

## 연령별 단계
1. 만 5세 이하의 아이를 위한 그림책(picture book)은 내용에서 그림이 50% 이상을 차지하는 책이다. story book, picture story book으로도 불린다. board book, concept book, toy book, nursery rhymes 등이 이에 해당한다.
2. 만 4세부터 8세 사이의 아이를 위한 어린독자책(early reader book)은 그림이 위주인 그림책에 익숙해진 아이들이 글자 중심으로 읽기 위한 책이다. beginning reader book, easy reader book 등으로 불린다.[4][5]
3. 만 7세부터 만 12세 사이의 어린이를 위한 장구분책(chapter book)은 이야기가 장(chapter)으로 구분된 책이다. 아이가 혼자서 또는 어른의 도움을 조금 받아서 읽을 수 있는 단계이다.
4. 만 12세부터 만 18세 사이의 청소년을 위한 청소년책(young adult book)은 사실상 어른을 위한 책이 다루는 많은 분야와 장르의 책들을 청소년용으로 각색한 책이다. 특히 우정, 첫사랑, 인간관계, 정체성 등이 주제인 책이 많다. young adult fiction, juvenile novel 등이 이에 해당한다.

## 같이 보기
- 그림책